# Pycnoscelus semivitreus
Pycnoscelus semivitreus är en kackerlacksart som beskrevs av Karlis Princis 1967. Pycnoscelus semivitreus ingår i släktet Pycnoscelus och familjen jättekackerlackor. Inga underarter finns listade i Catalogue of Life.